# Johan von Mirbach
Johan von Mirbach (* 1979) ist ein deutscher Fernsehjournalist, Dokumentarfilmer und Autor.

## Leben
Von Mirbach entstammt dem Adelsgeschlecht von Mirbach und wuchs in Villingen-Schwenningen auf. Er studierte Regionalwissenschaften Lateinamerika in Köln und Buenos Aires. Mit dem Journalistenstipendium der Heinz-Kühn-Stiftung im Jahr 2009 recherchierte er in Ghana zum Thema „Welthandel“. Er realisierte zahlreiche Reportagen und Dokumentarfilme mit Schwerpunkt Wissenschaft und Gesellschaftspolitik, u. a. für WDR, ZDFinfo, RTL, VOX, 3sat und Arte.

## Auszeichnungen
- 2018: Deutscher Naturfilmpreis in der Kategorie „Bester Film: Mensch und Natur“ für die Dokumentation Die geheimen Machenschaften der Ölindustrie – Wie Energiekonzerne den Klimawandel vertuschen[2]
- 2018: Expopharm Medienpreis für die Dokumentation Unbezahlbare Pillen[3]
- 2021: Publikumspreis beim Deutschen Naturfilmpreis für #Dieselgate – Die Machenschaften der deutschen Autoindustrie[4]
- 2023: UmweltMedienpreis der Deutschen Umwelthilfe in der Kategorie Video[5]

## Filmografie (Auswahl)
- 2016: Gun Germany – Die Deutschen bewaffnen sich, ZDFinfo[6]
- 2016: Deutschland dopt, 3sat[7]
- 2016: Transoceánica – Die längste Busreise der Welt, arte/Phoenix[8]
- 2017: Gun Germany – Die neue Gewalt von rechts, ZDFinfo[9]
- 2017: Die geheimen Machenschaften der Ölindustrie – Wie Konzerne den Klimawandel vertuschen, WDR[10]
- 2017: Unbezahlbare Pillen, 3sat[11]
- 2018: Saubere Luft – Ein Menschenrecht, 3sat[12]
- 2020: Gute Viren, schlechte Viren, 3sat[13]
- 2020: Die Schwarze Axt – Nigerias Mafia in Deutschland, ZDFinfo[14]
- 2021: #Dieselgate – Die Machenschaften der deutschen Autoindustrie, WDR/arte[15]
- 2021: Auf den Spuren der Umwelt-Mafia, ZDF[16]
- 2022: Die Kryptoqueen. Der große Onecoin Betrug, WDR/arte[17]
- 2023: Wie gelingt die Verkehrswende? – Metropolen in Bewegung, NDR/arte